# Region Gabú

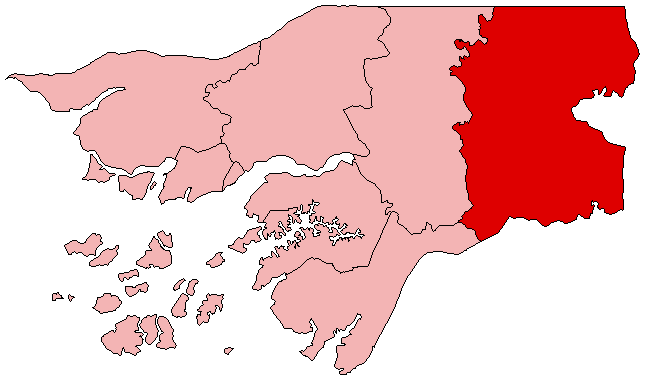
Region Gabú

Region Gabú (port. região de Gabú) - jeden z dziewięciu regionów w Gwinei Bissau, położony we wschodniej części kraju. Przez południową część kraju przepływa rzeka Corubal. Stolicą jest miasto Gabu.
Region zajmuje powierzchnię 9150 km² i jest zamieszkany przez 175 890 osób.